# Georgij Grigor'evič Natanson
Georgij Grigor'evič Natanson (in russo Гео́ргий Григо́рьевич Натансо́н?; Kazan', 23 maggio 1921 – Mosca, 17 dicembre 2017) è stato un regista e drammaturgo sovietico.

## Filmografia parziale

### Regista
- Šumnyj den' (1928)
- Vsё ostaёtsja ljudjam (1962)
- Staršaja sestra (1966)
- Eščё raz pro ljubov' (1968)
- Posol Sovetskogo Sojuza (1969)
- Oni byli aktёrami (1981)
- Valentin i Valentina (1985)
- Aėlita, ne pristavaj k mužčinam (1988)